# Ordine di Blücher per il coraggio
L'ordine di Blücher per il coraggio è stato una decorazione della Repubblica Democratica Tedesca.

## Storia
L'ordine è stato fondato il 1965 come premio di galanteria in tempo di guerra, ma non è mai stato effettivamente conferito.

## Classi
L'ordine disponeva delle seguenti classi di benemerenza:
- oro
- argento
- bronzo
- medaglia

| Nastri |         |     |
| Bronzo | Argento | Oro |

## Insegne
- L'insegna era una croce bianca, con al centro un ritratto di Gebhard Leberecht von Blücher circondato da una corona di foglie di quercia (il loro colore è in funzione della classe del premio). La classe argento aveva una striscia in argento al centro e la classe oro aveva una striscia d'oro.
- La medaglia era rotonda e caratterizzata da una rappresentazione della parte anteriore della croce su di essa.
- Il nastro dell'ordine era viola con due strisce gialle mentre quello della medaglia giallo con tre sottili strisce verdi.

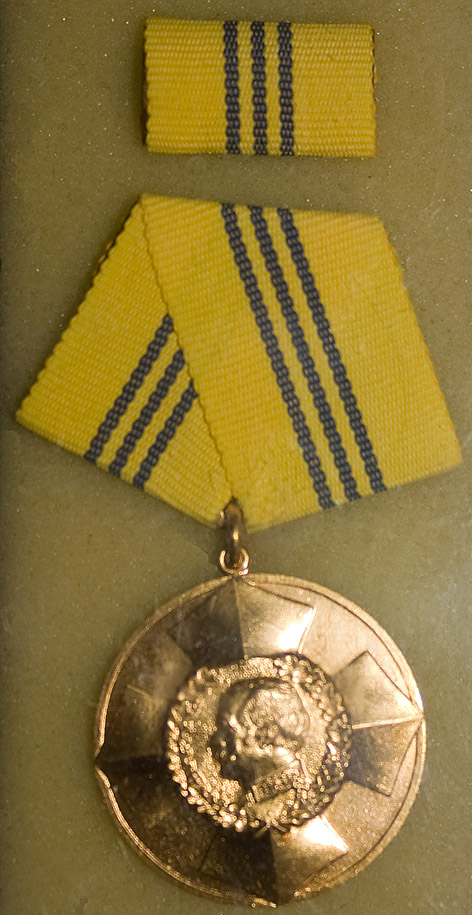
Immagine della medaglia